# ميخائيل د. ويليس
ميخائيل د. ويليس (بالإنجليزية: Michael D. Willis)‏ هو مؤرخ بريطاني، ولد في 1951.